# Dicranella schreberiana
Dicranella schreberiana là một loài Rêu trong họ Dicranaceae. Loài này được (Hedw.) Hilf. ex H.A. Crum & L.E. Anderson mô tả khoa học đầu tiên năm 1981.